# Lövgropspindel
Lövgropspindel (Entelecara acuminata) är en spindelart som först beskrevs av Karl Friedrich Wider 1834.  Lövgropspindel ingår i släktet Entelecara och familjen täckvävarspindlar. Enligt den finländska rödlistan är arten otillräckligt studerad i Finland. Arten är reproducerande i Sverige. Inga underarter finns listade i Catalogue of Life.